# 僕は初音ミクとキスをした
『僕は初音ミクとキスをした』（ぼくははつねミクとキスをした。英語: I Shared a Kiss with Hatsune Miku）は、2013年4月17日にEXIT TUNESから発売された、みきとPのメジャー・デビューアルバム。

## 概要
みきとPがニコニコ動画に投稿したVOCALOID（ボカロ）を使用した楽曲のうち、人気の高い「いーあるふぁんくらぶ」や「サリシノハラ」、最初にブレイクした「小夜子」を中心に制作された作品である。また、アルバムタイトルと同名の楽曲も収録されているほか、ボカロP・keenoとのコラボレーション曲も収録されている。ジャケットのイラストはヨリ（横槍メンゴ）によるもの。

## 収録曲
| #         | タイトル                     | 作詞・作曲 | 時間  |
| --------- | ---------------------------- | ---------- | ----- |
| 1.        | 「僕は初音ミクとキスをした」 | みきとP    | 04:19 |
| 2.        | 「心臓デモクラシー」         | みきとP    | 03:50 |
| 3.        | 「夕暮れツイッター」         | みきとP    | 04:09 |
| 4.        | 「クノイチでも恋がしたい」   | みきとP    | 04:15 |
| 5.        | 「世田谷ナイトサファリ」     | みきとP    | 04:48 |
| 6.        | 「東京駅」                   | みきとP    | 04:15 |
| 7.        | 「夕立のりぼん」             | みきとP    | 03:51 |
| 8.        | 「絆創膏」                   | みきとP    | 04:31 |
| 9.        | 「非公開日誌」               | みきとP    | 04:21 |
| 10.       | 「いーあるふぁんくらぶ」     | みきとP    | 03:58 |
| 11.       | 「うぇんずでー・ぶるー」     | みきとP    | 03:44 |
| 12.       | 「刹那プラス」               | みきとP    | 04:01 |
| 13.       | 「サリシノハラ」             | みきとP    | 04:33 |
| 14.       | 「SECRET DVD」               | みきとP    | 04:29 |
| 15.       | 「サラバーにゃカウダ」       | みきとP    | 03:29 |
| 16.       | 「ガリベン広瀬の勝利」       | みきとP    | 03:54 |
| 17.       | 「小夜子」                   | みきとP    | 04:15 |
| 18.       | 「kiss」(BONUS TRACK)        | みきーの   | 04:42 |
| 合計時間: | 合計時間:                    | 合計時間:  | 75:24 |

## 収録内容
僕は初音ミクとキスをした
初音ミク歌唱。石川香織の漫画「ロッキンユー!!!」（Track. 22）にも登場する。
心臓デモクラシー
初音ミク歌唱。
夕暮れツイッター
miki歌唱。
クノイチでも恋がしたい
初音ミク、鏡音リン歌唱。
世田谷ナイトサファリ
初音ミク歌唱。
東京駅
初音ミク歌唱。
夕立のりぼん
MAYU歌唱。
絆創膏
初音ミク歌唱。
非公開日誌
GUMI歌唱。
いーあるふぁんくらぶ
GUMI、鏡音リン歌唱。神戸市の南京町を舞台に少女らが中国語を学ぶ様子を歌ったポップな楽曲である。歌詞中にワン・リーホン、ジェイ・チョウ、レスリー・チャンといった実在の人物が登場する。本楽曲をメジャーCDで初めて収録した「EXIT TUNES PRESENTS Vocalosensation feat.初音ミク」は、オリコン週間5位を獲得している。
うぇんずでー・ぶるー
miki歌唱。
刹那プラス
初音ミク歌唱。
サリシノハラ
初音ミク歌唱。女性アイドルと一般男性の恋を連想させる歌詞と映像が実際に起きた騒動を想起させ、話題となった楽曲である。
SECRET DVD
初音ミク歌唱。
サラバーにゃカウダ
miki歌唱。
ガリベン広瀬の勝利
GUMI歌唱。
小夜子
初音ミク歌唱。みきとP初の殿堂入り楽曲であり、みきとPはインタビューで転機となった曲として本楽曲を挙げ、「自分の体験をさらけ出して、あまり飾らずに作ってみた」、「自分を出していこうっていう方向にシフトしていった」と述べている。
kiss
初音ミク歌唱。みきとPとボカロPであるkeenoのコラボレーションユニット・みきーのによる楽曲である。

## 映像作品
1. 僕は初音ミクとキスをした - ニコニコ動画
2. 心臓デモクラシー - ニコニコ動画
3. 夕暮れツイッター - ニコニコ動画
4. クノイチでも恋がしたい - ニコニコ動画
5. 世田谷ナイトサファリ - ニコニコ動画
6. 東京駅 - ニコニコ動画
7. 夕立ちのリボン - ニコニコ動画
8. 絆創膏 - ニコニコ動画
9. 非公開日誌 - ニコニコ動画
10. いーあるふぁんくらぶ - ニコニコ動画
11. うぇんずでー・ぶるー - ニコニコ動画
12. 刹那プラス - ニコニコ動画
13. サリシノハラ - ニコニコ動画
14. SECRET DVD - ニコニコ動画
15. 小夜子 - ニコニコ動画
16. kiss - ニコニコ動画

## クレジット
- ミックス・マスタリング：友達募集P

## プロモーション
ニコニコ動画にアルバムの販売を告知する動画が投稿された。この他、発売を記念した握手会やインストアイベントが行われた。2013年4月21日にTOWER RECORDS渋谷店で行われたイベントには、歌い手・しゃむおん、イラストレーター・ヨリも参加した。また、来場者全員に「いーあるふぁんくらぶ」の登場人物・みかちゃんのマフラータオルが配布された。

## 関連作品

### カバー
- みきとP - アルバム「MIKIROKU」（本アルバム収録曲のセルフカバーが主に収録されている。）

いーあるふぁんくらぶ
- アソブンジャー（愛の戦士、タラチオ、まお、mega） - アルバム「Jumble」
- ＿（アンダーバー） - アルバム「フリーバム ～フリーダムに歌ってみた～」
- 岩本小弥加 from j-Pad Girls - 配信限定シングル
- ぐるたみん - アルバム「EXIT TUNES PRESENTS る ～そんなふいんきで歌ってみた～」、「み ‐GLUTAMINE BEST‐」
- Gero - アルバム「one」初回限定盤B
- ニーコマン - アルバム「ニーコマン」
- 情報処理部（大久保瑠美、津田美波、種田梨沙） - アルバム「いちげんめ！」
- ハロー、ハッピーワールド！ - アルバム「バンドリ！ ガールズバンドパーティ！ カバーコレクション Vol.1」
- みちゃおん (みーちゃん×しゃむおん) - アルバム「MEET YOUR ONLY WORLD」
- recog - アルバム「recognize」（いーあるふぁんくらぶ variation:おーさかふぁんくらぶ）

クノイチでも恋がしたい
- 松下 - アルバム「松下下上上←→AB」
- recog - アルバム「recognize」（クノイチでも恋がしたい variation:ネタい手でも歌いたい (recog & underbar.ver)）

小夜子
- 伊東歌詞太郎 - アルバム「my little white cat」
- おさむらいさん - アルバム「勝負前夜 弦月 ～弾き手盤～」
- 鹿乃 - アルバム「rye」
- clear - アルバム「Reunite」
- そらる - アルバム「そらあい」

心臓デモクラシー
- おさむらいさん - アルバム「勝負前夜 弦月 ～弾き手盤～」
- そらる - アルバム「そらあい」
- 松下 - アルバム「松下が二次元に恋する15の理由」

僕は初音ミクとキスをした
- 伊東歌詞太郎 - アルバム「二律背反」

### コンピレーション・アルバム
- みきうた（本アルバムの主な収録曲を歌い手がカバーしたものが収録されている[10]。）

いーあるふぁんくらぶ
- EXIT TUNES ACADEMY BEST（ぐるたみん歌唱）
- EXIT TUNES PRESENTS Vocalosensation feat.初音ミク（GUMI、鏡音リン歌唱）
- EXIT TUNES PRESENTS Vocalofantasy feat.初音ミク（来来！いーある飯店 feat. GUMI、鏡音リン歌唱。漫画「いーあるふぁんくらぶ1」特装版特典CD収録曲[11]）
- 月刊eta Vol.04
- 初音ミク Project mirai こんぷり〜と（GUMI、鏡音リン歌唱）
- Memories of GUMI 2009-2013 feat. Megpoid 下巻

ガリベン広瀬の勝利
- VOCAROCK collection 4 feat. 初音ミク（GUMI歌唱）

クノイチでも恋がしたい
- 初音ミク -Project DIVA- X Complete Collection（Game Version）

サリシノハラ
- EXIT TUNES PRESENTS Vocalofuture feat. 初音ミク（初音ミク歌唱）
- EXIT TUNES PRESENTS Vocalohistory feat. 初音ミク（初音ミク歌唱）
- EVERGREEN SONGS 2012（初音ミク歌唱）[12]

心臓デモクラシー
- ACTORS -Songs Connection- キャラクターソング Vol.11（東本桂士（CV: 杉山紀彰）歌唱）
- EXIT TUNES PRESENTS 神曲を歌ってみた６（りぶ歌唱）
- EXIT TUNES PRESENTS Supernova7（初音ミクAppend歌唱）
- 初音ミク「マジカルミライ 2014」オフィシャルアルバム（初音ミク歌唱）

僕は初音ミクとキスをした
- ACTORS 5th Anniversary Edition（一乗谷羚（CV:緑川光）歌唱）

世田谷ナイトサファリ
- V♥25 -Exclamation-（初音ミク歌唱）

刹那プラス
- EXIT TUNES PRESENTS 神曲を歌ってみた６（ちょまいよ歌唱）
- V♥25 -Desire-（初音ミク歌唱）

東京駅
- EXIT TUNES PRESENTS Vocaloseasons feat. 初音ミク～Winter～
- TamStar Records presents ALL VOCALOID ATTACK #1（鏡音レン歌唱）

非公開日誌
- EXIT TUNES PRESENTS Storytellers RPG（GUMI歌唱）[13]
- ぐみらいぶっ！ 2013 feat. Megpoid（GUMI歌唱）

夕立のリボン
- EXIT TUNES PRESENTS VOCALOID™3 Library MAYU SPECIAL 2CD（MAYU歌唱）
- MAYU LOVES -First-（MAYU歌唱）

### ゲーム
いーあるふぁんくらぶ
- SOUND VOLTEX（コナミデジタルエンタテインメント）
- jubeat（コナミデジタルエンタテインメント）
- ミライダガッキ（コナミデジタルエンタテインメント）
- REFLEC BEAT（コナミデジタルエンタテインメント）
- pop'n music（コナミデジタルエンタテインメント）
- 太鼓の達人（バンダイナムコエンターテインメント）
- maimai（セガ・インタラクティブ）
- ニンテンドー3DS「初音ミク and Future Stars Project mirai」（セガ・インタラクティブ）

クノイチでも恋がしたい
- PS Vita、PS4「初音ミク -Project DIVA- X」（セガ）

### 書籍
いーあるふぁんくらぶ
楽曲「いーあるふぁんくらぶ」のメディアミックス作品が制作された。
漫画
- 黒渕かしこ（著）・みきとP（原作）・ヨリ（横槍メンゴ）（監修）、一迅社〈REXコミックス〉、既刊3巻

『いーあるふぁんくらぶ1』、2014年5月27日発売、ISBN 978-4-7580-6440-8（特装版：ISBN 978-4-7580-6441-5）
『いーあるふぁんくらぶ2』、2014年12月27日発売、ISBN 978-4-7580-6487-3
『いーあるふぁんくらぶ3』、2015年5月27日発売、ISBN 978-4-7580-6510-8
小説
- 御門智（著）・黒渕かしこ（イラスト）・みきとP、黒渕かしこ、ヨリ（横槍メンゴ）（原作／監修）、一迅社

『いーあるふぁんくらぶ』、2014年5月27日発売、ISBN 978-4-7580-4563-6
ファンブック
- UGC企画課（編・著）、KADOKAWA〈エンターブレイン〉

『みきとP公式ブック いーあるふぁんぶっく』、2015年8月1日発売、ISBN 978-4-0473-0103-0
サリシノハラ
- 嶽本野ばら（著）・CHRIS（イラスト）・みきとP（原曲）、KADOKAWA、〈アスキー・メディアワークス〉

『小説 サリシノハラ／４７』、2015年3月14日発売、ISBN 978-4-0486-9312-7